# Синтіоана (Муреш)
Синтіоана (рум. Sântioana) — село у повіті Муреш в Румунії. Входить до складу комуни Віїшоара.
Село розташоване на відстані 238 км на північний захід від Бухареста, 29 км на південь від Тиргу-Муреша, 91 км на південний схід від Клуж-Напоки, 107 км на північний захід від Брашова.

## Населення
За даними перепису населення 2002 року у селі проживали 539 осіб. Рідною мовою 537 осіб (99,6%) назвали румунську.
Національний склад населення села:
| Національність | Кількість осіб | Відсоток |
| -------------- | -------------- | -------- |
| румуни         | 482            | 89,4%    |
| цигани         | 50             | 9,3%     |
| угорці         | 6              | 1,1%     |